# Jesús Seade
Jesús Seade Kuri (Ciudad de México, 24 de diciembre de 1946) es un economista y político mexicano de origen libanés. Fue subsecretario para América del Norte de la Secretaría de Relaciones Exteriores (SRE) de México del 1 de diciembre de 2018 al 1 de septiembre de 2020,  fecha en que el cargo fue suprimido por orden del presidente Andrés Manuel López Obrador, con un decreto publicado el 23 de abril en el Diario Oficial de la Federación.
En marzo de 2018 fue invitado por el entonces candidato presidencial Andrés Manuel López Obrador para ser su representante en la renegociación del Tratado de Libre Comercio de América del Norte (TLCAN), que en ese momento estaba a cargo del gobierno de Enrique Peña Nieto.
El 8 de junio de 2020, fue postulado oficialmente por el gobierno de México para ocupar la Dirección General de la Organización Mundial de Comercio (OMC), sin embargo fue descartado para dirigir el organismo por parte de la mayoría de los países que lo integran por no obtener el apoyo suficiente.

## Formación académica
Se tituló como ingeniero químico de la Universidad Nacional Autónoma de México (UNAM) y obtuvo su maestría en economía por El Colegio de México y la Universidad de Oxford de la que también Obtuvo el grado de doctorado. Su tesis doctoral versa sobre políticas tributarias óptimas ante el balance de efectos en los incentivos y la distribución del ingreso.

## Trayectoria profesional

### Banco Mundial
De 1986 a 1989 trabajó en el Banco Mundial como Economista Principal. Sus funciones fueron, en primer lugar,  como encargado de Política Fiscal en el Departamento de Políticas de Países desde donde tuvo una participación sostenida sobre reforma y política fiscal en la República Democrática del Congo (RDC), entonces Zaire, y en el diseño del IVA de Marruecos. Posteriormente pasó a ser Economista Principal encabezando todo el trabajo económico del Departamento de Brasil, incluyendo la implementación del nuevo IVA de este país.   

### GATT y Ronda de Uruguay
En marzo de 1989, Jesús Seade inició como embajador de México ante el GATT, en el cual lideró y ganó dos importantes disputas comerciales, ambas con Estados Unidos: antidumping en cemento y embargo a las exportaciones de atún; presidió varios comités y grupos de trabajo, y participó activamente en las negociaciones de la Ronda Uruguay. Esta negociación (1986-94) entró al fin de 1989 en un estado de crisis de tres años, al cabo de los cuales se cambió la directiva del GATT como un último intento para revivir y concluir las negociaciones. 
El nuevo equipo, con Peter Sutherland a la cabeza y Jesús Seade como uno de sus tres directores generales adjuntos (DGA), logró concluir exitosamente las negociaciones (1993-94), incluyendo en ello una importante negociación adicional que se llevó a cabo centrada en los beneficios y obligaciones de los Países Menos Adelantados (los 49 países más pobres del orbe, según la definición de Naciones Unidas), negociación que fue liderada y presidida por el DGA Seade y que permitió el cierre final de las negociaciones y la creación de la OMC.
Durante ese período de búsqueda del éxito final en las negociaciones Seade también concibió y dirigió la preparación del Análisis de los Acuerdos de la Ronda Uruguay, el cual era un requerimiento formal planteado por los países en desarrollo, a ser cumplido antes de cerrar las negociaciones. Para ello se preparó un análisis  de los resultados, y no el breve comentario formal esperable, el cual jugó un papel central en la liberación de tensiones y ayudó significativamente a llegar a un acuerdo final. 
Las negociaciones de la  Ronda Uruguay, octava ronda de Negociaciones Comerciales Multilaterales del GATT (General Agreement on Tariffs and Trade; en español: Acuerdo General sobre Comercio y Aranceles), fueron las negociaciones comerciales y económicas más complejas que el sistema multilateral de comercio ha concluido con éxito. A lo largo de las mismas nunca se propuso la creación de una nueva organización: se buscaba llegar a una serie de importantes acuerdos en los distintos temas y sectores, en el marco del propio GATT. Fue sólo hacia el final de las negociaciones que tres miembros formularon la propuesta de crear una nueva institución: la OMC. Los coautores de esta propuesta fueron la Comunidad Económica Europea (CEE, que en 1993 se incorpora a la Unión Europea), Canadá y México, este último con Jesús Seade como representante. 
Durante su gestión como representante Permanente ante el GATT, Seade encabezó también la negociación de adhesión de México a la Organización de Cooperación y Desarrollo Económico (OCDE) en 1994, primer país en desarrollo en formar parte de la misma,  así como los trabajos en los comités de los que su país pasó a formar parte en un inicio: Comercio y Competencia.

### Organización Mundial de Comercio
Como Director-General Adjunto de la nueva Organización Mundial del Comercio, el más importante organismo multilateral creado desde la Segunda Guerra Mundial, considerado como “el esfuerzo más grande para regular el comercio mundial en la historia de la humanidad”, el embajador Seade fue directamente responsable de una gama de sectores importantes, incluyendo: las relaciones de la OMC con las autoridades gubernamentales en capitales, sectores empresariales y prensa; la relación comercio-finanzas (coherencia) y con las instituciones de Bretton Woods, así como con el Sistema de Naciones Unidas; las áreas de desarrollo y entrenamiento; y, en forma alternativa, las áreas de administración y personal. En representación de la OMC negoció un ambicioso Acuerdo de Cooperación con el FMI con excelentes términos para la OMC, así como otro con el Banco Mundial. 

### Fondo Monetario Internacional
Tras la severa crisis financiera que sufrió Asia en 1997 y la seria secuela de crisis financieras que de ahí pasó los años siguientes a afectar (por contagio) país por país a todo el mundo en transición y en desarrollo, en 1998 Seade fue invitado a colaborar con el FMI, como Director Asistente, como responsable principal de los trabajos referentes a las fuertes crisis financieras que sufrieron Argentina, Turquía y Brasil (en relación este último coordinó el préstamo más grande de la historia del FMI, a la sazón: una sindicación del G7 por 29 mil millones de dólares); y concurrentemente encabezó los trabajos para la condonación masiva de deuda externa de 15 países africanos altamente endeudados, en el marco de la Iniciativa HIPC (Highly Indebted Poor Countries). 
Después de ello fue Asesor Senior en asuntos fiscales, donde encabezó un amplio equipo de asistencia técnica y otros trabajos especializados en África, Medio Oriente, Latinoamérica y Europa; y supervisó los trabajos del FMI sobre Transparencia bancaria, fiscal y de datos, dirigiendo operaciones en Transparencia fiscal. Fue asimismo el funcionario responsable del posicionamiento del FMI sobre cualquier aspecto de política comercial que surgiera, incluyendo en relación con la OMC.

### Otros puestos
Durante el período 1976 a 1986, fue profesor de cátedra (Chair) en la Universidad de Warwick, Gran Bretaña, en la que fundó y dirigió el Centro de Estudios del Desarrollo Económico; director fundador del Centro de Estudios Económicos de El Colegio de México;  y profesor visitante —durante un semestre en cada uno— en el Centre d'études prospectives en économie mathématique appliquée à la planification (CEPREMAP) en París, Francia, y en el Instituto de matemática pura e aplicada (IMPA) en Río de Janeiro, Brasil.  
Durante el período 1998 a 2010, concurrentemente con sus funciones en el FMI y posteriores, fue miembro del Consejo Asesor en Derecho Económico Internacional de la Escuela de Derecho de la Universidad de Georgetown, en Washington D. C.
Durante el período 2008 a 2014 fue vicepresidente de la Universidad de Lingnan en Hong Kong y durante 2007 a 2016 fue profesor principal (Chair) en economía de la misma. Durante ese período fue miembro de los consejos asesores de los Secretarios de Servicios Financieros, y de Comercio e Industria del gobierno de Hong Kong SAR; y dirigió un ambicioso estudio —realizado por varias universidades de Hong Kong con apoyo oficial— sobre Hong Kong como centro financiero para China y el mundo..
En 2017 inició funciones como Vicepresidente Asociado para Asuntos Globales de la Universidad China de Hong Kong-Shenzhen, sita en Shenzhen, provincia de Guangdong, RPC.
Durante 12 años 2007-2018 tuvo una amplia participación en foros oficiales, financieros y empresariales de Hong Kong SAR y la República Popular de China.

## Tratado de Libre Comercio de América del Norte
Después del triunfo electoral del ahora Presidente Andrés Manuel López Obrador en las elecciones  del 1 de julio de 2018 en México, Jesús Seade tomó posesión de su nombramiento como negociador en la modernización del TLCAN, inicialmente acompañando al equipo negociador del gobierno del expresidente Peña Nieto. La negociación del T-MEC formalmente concluyó el 30 de septiembre de 2018 y el acuerdo fue firmado en Argentina el 30 de noviembre de 2018, por los jefes de Estado: Enrique Peña Nieto, entonces presidente de México; Donald Trump, de Estados Unidos y Justin Trudeau, primer ministro de Canadá. Sin embargo el proceso de ratificación en Estados Unidos entró en un impasse al cambiar el control en el Congreso de Estados Unidos en las elecciones legislativas de noviembre de 2018. Se hizo necesario reabrir en forma limitada el proceso negociador, para encontrar solución a los problemas principales que planteaba la mayoría demócrata en el Congreso de Estados Unidos, en una forma que fuera aceptable y satisfactoria para los tres países.
El presidente López Obrador de nuevo designó a Jesús Seade como jefe negociador, ya con el cargo de Subsecretario para América del Norte de la Secretaría de Relaciones Exteriores, cuya principal tarea sería cuidar que cualquier ajuste en lo negociado fuera bueno para México e impulsara la ratificación del T-MEC, confiándole a la vez la responsabilidad de toda negociación comercial con Estados Unidos, particularmente en relación con los aranceles para las exportaciones de acero y aluminio de México impuestos por Estados Unidos bajo la sección 232 de su ley de expansión comercial de 1962 (Seguridad nacional), cuyo mantenimiento era una clara traba a la ratificación del T-MEC en ambos países.
Habiendo recibido en abril de 2019 la encomienda de resolver este problema, que ya tenía un año de duración y mucho había dañado a las industrias acerera y del aluminio mexicanas, en una intensa negociación de tres semanas se llegó a una resolución del problema plenamente satisfactoria para ambas partes. Asimismo, tras difíciles negociaciones el resto del año centradas en la demanda de muchos miembros del congreso de contar con disposiciones fuertes y confiables para asegurar el cumplimiento de los compromisos contraídos por México en todas las áreas del tratado, se llegó a un acuerdo de mínima intrusión en lo ya antes acordado, cuyo resultado central es una clara mejora para los tres países miembros: la creación de un sistema de solución de controversias Estado-Estado basado en el derecho, balanceado y vinculante, sistema con el que el TLCAN nunca contó por problemas técnicos que se enfrentaron desde entonces.
El 19 de junio de 2019, el Senado mexicano aprobó el T-MEC en su forma inicialmente negociada con 114 votos a favor, 4 en contra y 3 abstenciones, y el 12 de diciembre del mismo año aprobó el Protocolo Modificatorio referido, por una mayoría de 107 votos a favor, 1 en contra y 0 abstenciones. La Cámara de Representantes de Estados Unidos aprobó el proyecto de ley para implementar el T-MEC el pasado 19 de diciembre de 201915 con 385 votos a favor y 41 en contra y el Senado estadounidense lo aprobó el 16 de enero de 2020 con 89 votos a favor y 10 en contra.  Finalmente, la Cámara de los Comunes y el Senado de Canadá aprobaron la ley de implementación del tratado el 13 de marzo de 2020, en ambas instancias por unanimidad.
El T-MEC en México fue negociado por dos gobiernos de muy diferente extracción partidista, y aprobado por mayoría; en Estados Unidos, afectando en forma importante por ambos partidos, se aprobó por mayoría en ambas cámaras del legislativo; y en Canadá fue aprobado por unanimidad por ambas cámaras.

## Investigación por peculado infundadas
En su periodo como subsecretario para América del Norte en el gobierno mexicano, Seade Kuri fue denunciado por peculado y abuso de funciones en el portal Ciudadanos Alertadores de la Secretaría de la Función Pública, hecho que fue dado a conocer por el diario El Universal el 14 de octubre de 2020. De acuerdo con la denuncia ciudadana anónima, el funcionario usó fondos públicos para la realización de cinco viajes privados a Hong Kong por un monto superior a los 800 mil pesos, simulando realizar comisiones oficiales en esa ciudad asiática a nombre del gobierno de México.
Los cargos fueron investigados de oficio por la Secretaría de la Función Pública Federal. El mismo 14 de octubre de 2020 en la noche, el funcionario ejerció su derecho de réplica y envió una carta al diario nacional declarando que las acusaciones son falsas. Según Seade, esos 5 viajes con recursos públicos a Hong Kong, algunos de duración entre 10 y 20 días cada uno y en primera clase, tuvieron el objetivo de "fortalecer los canales de comunicación con autoridades y empresarios locales con respecto al T-MEC". En su carta también precisó que él pago de su bolsa los boletos de avión de 2 de los 5 viajes en primera clase a Hong Kong.
El 6 de noviembre de 2020 el Órgano Interno de Control de la Secretaría de Relaciones Exteriores concluyó una investigación administrativa en contra de Jesús Seade, resolvió que "no se encontraron elementos suficientes que demostraran, de forma probable, la comisión de alguna conducta de la que se advierta responsabilidad administrativa".

## Condecoración con la Medalla Miguel Hidalgo
El 11 de noviembre de 2020,  Jesús Seade Kuri recibió de manos del presidente de México, Andrés Manuel López Obrador, la condecoración Miguel Hidalgo en grado banda por su labor en el último tramo de la negociación del T-MEC.

## Embajador designado por México a China
El 15 de abril el presidente de México en su conferencia matutina anunció su decisión de nombrar al economista como Embajador de México ante la República Popular China. El 24 de abril de 2023 presentó sus cartas credenciales al presidente de China, Xi Jinping.